# Torrecid

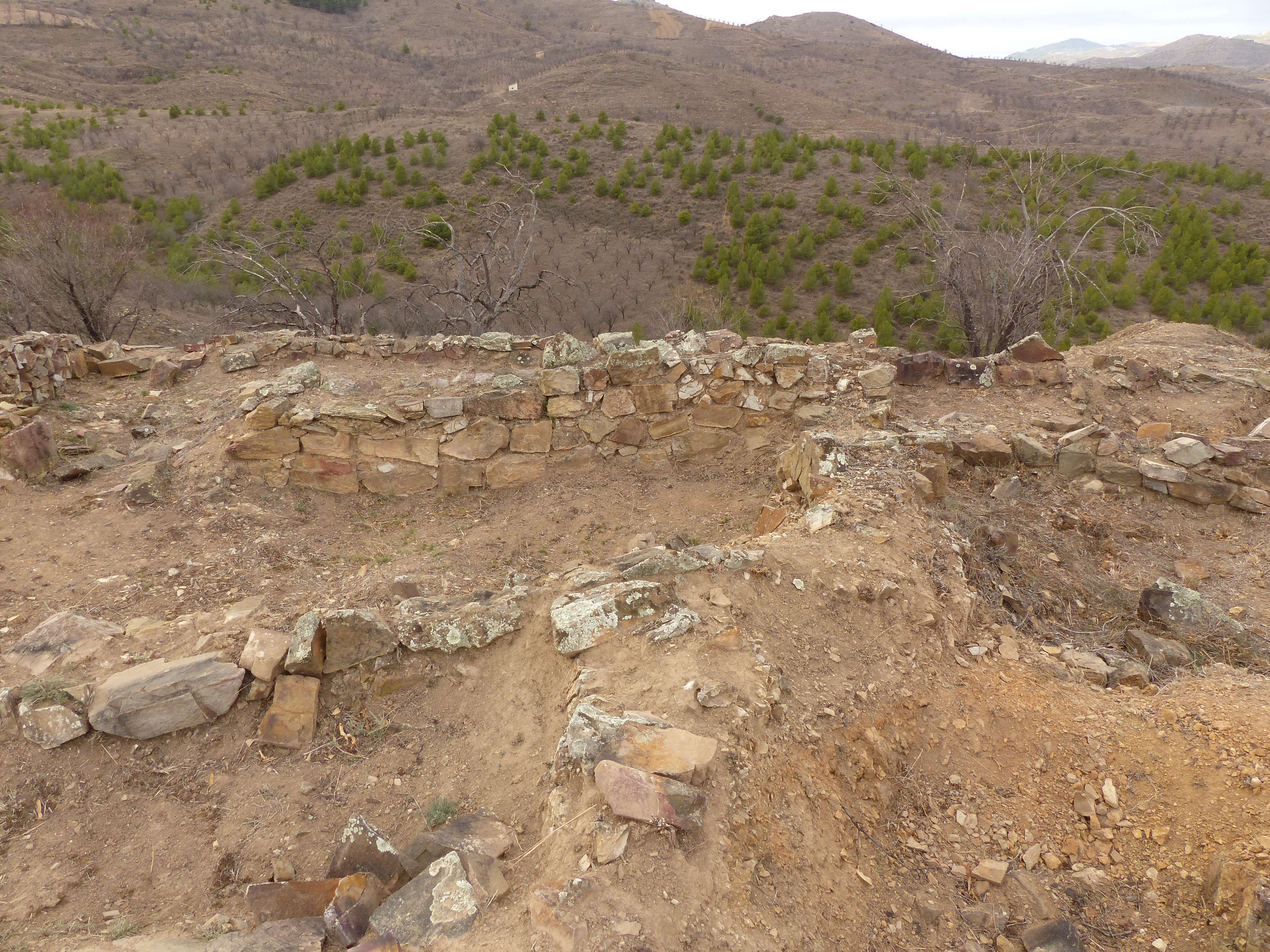
Restos de las habitaciones en Torrecid

Torrecid u otero del Cid era una mota cristiana situada en el término municipal de la localidad aragonesa de Ateca, Zaragoza, España, campamento de El Cid en el valle del río Jalón. Ha permanecido enterrado durante casi mil años hasta que recientes excavaciones arqueológicas lo han encontrado donde lo describía el autor del Cantar de Mío Cid. Hasta la fecha el Gobierno de Aragón no lo tiene catalogado por lo que su protección es la genérica indicada en el Decreto de 22 de abril de 1949 y Ley 16/1985 de protección del Patrimonio Histórico Español.

## Descripción
Situado en la margen derecha del río Jalón, se trata de uno de los castillos más importantes en el desarrollo del Cantar de Mio Cid. Está situado en el paraje, hoy denominado, Torrecil, frente a la llamada la mora encantada, donde se encontraba Alcocer de la que está separada por el cauce del río Jalón y unos dos mil metros de distancia. Los hechos descritos en el cantar se sitúan en torno al año 1081.

En el Cantar de Mio Cid, aparecen estos versos:
Otro dia movios mio Çid el de Bivar
e passo a Alfama, la Foz ayuso va,
passo a Bovierca e a Teca que es adelant
e sobre Alcoçer mio Çid iva posar
en un otero redondo fuerte e grand;
açerca corre Salon, agua nol puedent vedar.

Mio Çid don Rodrigo Alcoçer cueda ganar.
El otero donde acampó el Cid durante quince semanas según indica el cantar, es el paraje llamado de Cerro Torrecid u Otero del Cid donde se encuentran las ruinas que nos ocupan y se trata de un campamento fortificado temporal o una mota, más que de un castillo propiamente dicho, al lado del que se asentarían las tiendas de campaña que llevaría el Cid pues según el cantar le acompañaban trescientos caballeros y trescientos peones que obviamente no tenían cabida dentro de esta pequeña fortificación. Desde aquí podían vigilar Alcocer separados tan solo por el río Jalón.

## En la actualidad
Se puede acceder desde Ateca, por la carretera A-2505 en dirección a Valtorres y al llegar, podremos observar los restos de la fortificación levantada en poco tiempo por los hombres del Cid. Tan solo unos muros de mampostería careada, sujeta con barro, de apenas medio metro de altura que sí permite ver la disposición del pequeño recinto fortificado, del que se supone que tenía una torre vigía de unos diez metros de altura, situándose las tiendas del campamento alrededor del recinto. Se ha podido levantar planos de siete habitaciones y se han encontrado numerosos restos de cerámica del siglo XI. Lo más destacado de estos restos es que si nos situamos sobre ellos podemos divisar fácilmente frente a ellos los restos del Alcocer, a la derecha vemos el pueblo de Terrer y a la izquierda el pueblo de Ateca que en esas fechas le pagaron parias.